# 江世明
江世明（1964年12月6日—），台灣獸醫師，國立臺灣大學獸醫學學士、獸醫學院動物福利組碩士、管理學院公共高階管理碩士，台北市寶寶動物醫院院長。

## 簡歷
他曾在2005年、2011年兩度擔任世界獸醫師會（World Veterinary Association）副會長。2008年首度競選會長失利，2014年順利當選會長當選人，並於2017年8月28日正式接任會長，為該會自1863年成立以來第一位華人也是第一位亞洲籍會長。